# Can Jonc (Alella)
Can Jonc és una masia del municipi d'Alella (Maresme) protegida com a bé cultural d'interès local.

## Descripció
És una masia de planta baixa i pis, coberta amb teulada de dues vessants i el carener paral·lel a la façana, encara que s'observa un desnivell a la part central que fa que la part dreta de la teulada sigui més elevada que la part esquerra. Destaca per la porta d'arc de mig punt, dovellada, situada pràcticament al mig i per la finestra gòtica situada a la part superior, amb la llinda treballada en forma d'arc conopial (segle xv). Les altres finestres, també de pedra, se situen lateralment, i dues són del segle xvi. Hi ha un rellotge de sol a la façana i les cantoneres de l'edifici estan fetes de carreus. L'any 1829 se li afegí un altre edifici de composició eclèctica amb elements clàssics i que es vincula a la branda dreta gràcies a una pèrgola suportada per columnes.

## Història
El 1308 s'anomenà Mas Calm. Després se'n digué Mas Font i, al segle xiv era propietat de Bonanat Jonc. L'any 1680 fou adquirit per Hans T. Möller, cònsol de Noruega, als hereus del qual encara pertany avui dia.